# Manyas
Manyas là một huyện thuộc tỉnh Balıkesir, Thổ Nhĩ Kỳ. Huyện có diện tích 627 km² và dân số thời điểm năm 2007 là 23135 người, mật độ 37 người/km².